# رشید شهمردان
رشید شهمردان (زادۀ ۱۶ فروردین ۱۲۸۴ یزد – درگذشتۀ ۲۱ آذر ۱۳۶۲ آمریکا) دانشمند ایران‌شناس، اوستاشناس و تاریخ‌نگار مزدایسن (زرتشتی) بود.

## زندگی
رشید شهمردان در سال ۱۲۸۴ خورشیدی در روستای زین‌آباد در استان یزد زاده شد. در نوجوانی به هندوستان سفر کرد. او زیر نظر دین‌شاه ایرانی و ابراهیم پورداوود به تحصیل و پژوهش پرداخت.

## کتابشناسی

### نوشته ها
- اوستای درون (برگردان از دین دبیرۀ رشید شهمردان؛ به‌کوشش رستم هرمزدی: پیش‌گفتار اردشیر آذرگشسب؛ دست‌نویس فریدون بهزاد رستگاری)[۳]
- ایران در کتب مذهبی و ادبی هندوان [جزوه؛ ۱۰ برگ][۴]
- برادری جهانی در فرهنگ ایران باستان (شیراز: انتشارات دانشگاه پهلوی)[۵]
- پرستشگاه‌های زرتشتیان (بمبئی: سازمان جوانان زرتشتی بمب‍ئی، ۱۳۳۶)[۶]
- پیمبری زرتشت: یادنامۀ دین‌شاه ایرانی سلیستیر ([بمب‍ئی]: انجمن زرتشتیان ایرانی بمب‍ئی، ۱۳۱۶)[۷]
- تاریخ زرتشتیان پس از ساسانیان (تهران: راستی (چاپخانه)، ۱۳۶۰)[۸]
- تاریخ زرتشتیان: فرزانگان زرتشتی ([تهران]: فروهر، ۱۳۶۳)[۹] (همچنین منتشر شده در قالب کتاب گویا؛ گوینده پریوش زاهدی؛ تهران: مرکز امور توانبخشی نابینایان کشور رودکی، ۱۳۸۶)[۱۰]
- درفش کاویانی؛ پرچم باستانی ایران باستان (این کتاب ضمیمه مجله بررسیهای تاریخی شماره ۱ سال دهم است)[۱۱]
- دین پایه زرتشتی (نوشته حسین وحیدی و رشید شهمردان؛ تهران: اشا، ۱۳۵۹)[۱۲]
- دین‌نامه آتش و آتش‌پرستی (بمبئی: نشریه سازمان جوانان زرتشتی، ۱۳۲۰)[۱۳]
- دین‌نامه: اصول سه‌گانه مزدیسنا (بمبئی: سازمان جوانان زرتشتی، ۱۳۲۳)[۱۴]
- زرتشتیان، از مرگ یزدگرد شهریار تا گل پژمردگی گل خورشید (تهران: فروهر، ۱۳۸۲)[۱۵]
- فرمانروایان ایرانی در هند (ز مجله دانشکده ادبیات و علوم انسانی مشهد، شماره دوم سال هشتم، تابستان ۱۳۵۱؛ مشهد: ۱۳۵۱)[۱۶]
- فهرست کتاب‌های دینی زرتشتیان فارسی و انگلیسی (گردآوری؛ تهران: ۱۳۵۸)[۱۷]

### ترجمه
- آموزشهای اشو زرتشت (ترجمه و تالیف رشید شهمردان در سال ۱۳۱۱ خورشیدی؛ به کوشش جهانگیر اوشیدری)( [تهران؟]: کیخسرو و خسرویانی راستی، ۱۳۶۴)[۱۸]
- بهترین چهره زندگی (نوشته اوتار مهر بابا، زبان: انگلیسی)[۱۹]
- تعلیمات زرتشت (ترجمه و تألیف) (بمبئی: هور پرینتینگ پریس، ۱۳۱۱)[۲۰]
- خرده اوستا: نمازهای بایسته برگرداننده از دین دبیره (برگردان از دین دبیره؛ گزارش فارسی از حسین وحیدی؛ دست‌نویس فریدون بهزاد رستگاری)(۱۳۵۲ ٬چاپخانه راستی)[۲۱] چاپ‌ها و ویرایش‌های بعدی: (تهران: راستی، ۱۳۷۲)[۲۲] (تهران: ۱۳۸۰، فروهر)[۲۳] (تهران: ۱۳۸۲، فروهر)[۲۴] (تهران: فروهر، ۱۳۸۸؛ بازنگری و هماهنگی با دین‌دبیره موبدمهربان‌موبدخدامرادموبد دینیار فیروزگری؛ گزارش فارسی رستم‌کیخسروموبدشاه‌فریدون وحیدی)[۲۵]
- دانستنیهای آئینی زرتشتی (نوشته‍. خورشید دابو) (تهران: ۱۳۵۸ ٬چاپ خواجه)[۲۶]
- زرتشت و همزمانان او در ویدا (برداشت و ترجمه؛ تهران: نشریه انجمن فرهنگ ایران باستان، ۲۵۳۷)[۲۷]
- سال دینی زرتشتی (نوشته بهرام پیتاواله، پیش‌گفتار و ترجمه رشید شهمردان؛ انتشارات فروهر، ۱۳۵۶)[۲۸]